# Грицарюк Нестор Павлович
Не́стор Па́влович Грицарю́к (1893, село Карабчиїв, Кам'янецький повіт, Подільська губернія — †22 листопада 1921, містечко Базар, Базарська волость, Овруцький повіт, Волинська губернія) — козак 1-го куреня 1-ї бригади 4-ї Київської дивізії Армії УНР, Герой Другого Зимового походу.

## Життєпис
Народився в 1893 році в селі Карабчиїв Кам'янецького повіту Подільської губернії в українській селянській родині.
Закінчив сільську школу.
Працював шевцем.
Не входив до жодної партії.
Служив в Армії УНР з 1918 року.
У бою поблизу села Малі Миньки 17 листопада 1921 року потрапив у полон, розстріляний більшовиками 22 листопада 1921 року у місті Базар.
Реабілітований 27 квітня 1998 року.

## Вшанування пам'яті
- Його ім'я вибите серед інших на Меморіалі Героїв Базару.